# Ptilopus
Ptilopus är ett släkte av skalbaggar. Ptilopus ingår i familjen vivlar.

## Dottertaxa tillPtilopus, i alfabetisk ordning[1]
- Ptilopus acuticollis
- Ptilopus aereus
- Ptilopus albomaculatus
- Ptilopus argus
- Ptilopus atramentarius
- Ptilopus aulicus
- Ptilopus aurifer
- Ptilopus beauvoisii
- Ptilopus calcaratus
- Ptilopus castilianus
- Ptilopus chirographus
- Ptilopus chlorophanus
- Ptilopus curvipes
- Ptilopus hispidus
- Ptilopus marmoreus
- Ptilopus memnonius
- Ptilopus mercator
- Ptilopus mundus
- Ptilopus pictus
- Ptilopus proteus
- Ptilopus pruinosus
- Ptilopus splendidus
- Ptilopus spretus
- Ptilopus valgus
- Ptilopus villosipes
- Ptilopus vittatus